# 七島市
七島市（法語：Sept-Îles；伊奴語：Uashat，意思即是「在海灣」）是加拿大魁北克省東部北岸地區的一座城市。此地曾經是魁北克地區道路網絡最北端。截至2021年加拿大人口普查的人口為27,729人。
這座城市亦以加拿大鐵礦公司和懸崖天然資源等主要鐵礦公司而聞名，但因此嚴重依賴礦產業。 該市亦是魁北克省按地區劃分的大城市之一，面積甚至比蒙特利爾還要廣闊。
該市亦擁有最高的平均工資和最高的平均工資增長率。